# Radio Moscow
Radio Moscow är ett amerikanskt rockband, bildat 2003 i Story City, Iowa. 
Bandets grundare är gitarristen, sångaren, trummisen och låtskrivaren Parker Griggs. Tillsammans med basisten Luke McDuff gav han 2007 ut bandets självbetitlade debutalbum, producerat av Dan Auerbach.
McDuff ersatts av Zach Anderson samma år (2007). 2009 släpptes albumet Brain Cycles.
Medan Griggs spelar trummor på bandets studioinspelningar har flera olika trummisar anlitats under liveframträdanden.

## Medlemmar
Nuvarande medlemmar
- Parker Griggs – sång, gitarr, trummor, slagverk (2003–)
- Anthony Meier – basgitarr (2013–)
- Paul Marrone – trummor (2013–)

Tidigare medlemmar
- Serana Rose – basgitarr (2003–2006)
- Luke McDuff – basgitarr (2006–2007)
- Billy Ellsworth – basgitarr (2012–2013)
- Zach Anderson – basgitarr (2007–2012)

Turnerande medlemmar
- Cory Berry – trummor (2007, 2009–2010, 2010–2012)
- Keith Rich – trummor (2007–2008)
- Todd Stevens – trummor (2007–2008)
- Lonnie Blanton – trummor (2012–)
- Paul Marrone – trummor (2010, 2012–)

## Diskografi
Studioalbum
- 2007 – Radio Moscow
- 2009 – Brain Cycles
- 2011 – The Great Escape of Leslie Magnafuzz
- 2014 – Magical Dirt
- 2017 – New Beginnings

Singlar
- 2013 – "Rancho Tehama Airport" / "Sweet Lil Thing"

Samlingsalbum
- 2004 – 3 & 3 Quarters